# Strategia częstotliwościowa
Strategia częstotliwościowa – plan przydziału częstotliwości w Polsce.
W Polsce, podobnie jak w innych krajach, częstotliwości jakie są używane przez różne urządzenia telekomunikacyjne, podzielone są na ponad 580 przedziałów od 9 kHz do 1000 GHz. Każdy przedział określony jest przez dolną i górną częstotliwość (więcej na stronach UKE). Wszystkie te przedziały częstotliwościowe wraz z ich przeznaczeniem zawarte są w Krajowej Tablicy Przeznaczeń Częstotliwości. Stan na 30 czerwca 2012 roku dostępny jest w następujących Dziennikach Ustaw:
| Publikacja                        | Tytuł |
| --------------------------------- | --- |
| Dz.U. z 2005 r. nr 134, poz. 1127 | Rozporządzenie Rady Ministrów z dnia 29 czerwca 2005 r. w sprawie Krajowej Tablicy Przeznaczeń Częstotliwości.                            |
| Dz.U. z 2006 r. nr 246, poz. 1792 | Rozporządzenie Rady Ministrów z dnia 21 grudnia 2006 r. zmieniające rozporządzenie w sprawie Krajowej Tablicy Przeznaczeń Częstotliwości. |
| Dz.U. z 2008 r. nr 97, poz. 629   | Rozporządzenie Rady Ministrów z dnia 20 maja 2008 r. zmieniające rozporządzenie w sprawie Krajowej Tablicy Przeznaczeń Częstotliwości.    |
| Dz.U. z 2009 r. nr 132, poz. 1086 | Rozporządzenie Rady Ministrów z dnia 3 sierpnia 2009 r. zmieniające rozporządzenie w sprawie krajowej Tablicy Przeznaczeń Częstotliwości. |
| Dz.U. z 2010 r. nr 98, poz. 627   | Rozporządzenie Rady Ministrów z dnia 25 maja 2010 r. zmieniające rozporządzenie w sprawie Krajowej Tablicy Przeznaczeń Częstotliwości.    |
| Dz.U. z 2012 r. poz. 537          | Rozporządzenie Rady Ministrów z dnia 3 kwietnia 2012 r. zmieniające rozporządzenie w sprawie Krajowej Tablicy Przeznaczeń Częstotliwości. |
| Dz.U. z 2023 r. poz. 2518         | Rozporządzenie Rady Ministrów z dnia 27 grudnia 2013 r. w sprawie Krajowej Tablicy Przeznaczeń Częstotliwości.                            |